# Woller (Ailinglaplap)
Woller (auch: Uoraa-tō, Uoraru) ist eine Insel des Ailinglaplap-Atolls in der Ralik-Kette im ozeanischen Staat der Marshallinseln (RMI).

## Geographie
Das Motu liegt im Nordsaum des Riffs zwischen Mejajok (O) an der Mezetchoku Passage (Mejejok, Mezetchoku-Suido) und Berangu (SW).

## Klima
Das Klima ist tropisch heiß, wird jedoch von ständig wehenden Winden gemäßigt. Ebenso wie die anderen Orte der Ailinglaplap-Gruppe wird Woller gelegentlich von Zyklonen heimgesucht.